# Fajsz
Fajsz est un village et une commune du comitat de Bács-Kiskun en Hongrie.

## Géographie
Fajsz se trouve sur la rive est du Danube, à une quinzaine de kilomètres au sud de Kalocsa.

## Villes jumelées
- Trun (Orne) (France)